# ديسنت (فلم)
ديسنت  (بالإنجليزية: Descent)، هُو فيلم نيجيري صدر سنة 2017 وأنتجه نوانكوو شيبوزور.